# 港崖 (佛羅里達州)
港崖（英語：Harbor Bluffs）是位於美國佛羅里達州皮尼拉斯縣的一個人口普查指定地區。

## 地理
港崖的座標為27°54′28″N 82°49′30″W / 27.90778°N 82.82500°W，而該地最高點為海拔高度3米（即10英尺）。

## 人口
根據2010年美國人口普查的數據，港崖的面積為2.50平方千米，當中陸地面積為1.80平方千米，而水域面積為0.70平方千米。當地共有人口2860人，而人口密度為每平方千米1,144人。